# Honor (przedsiębiorstwo)

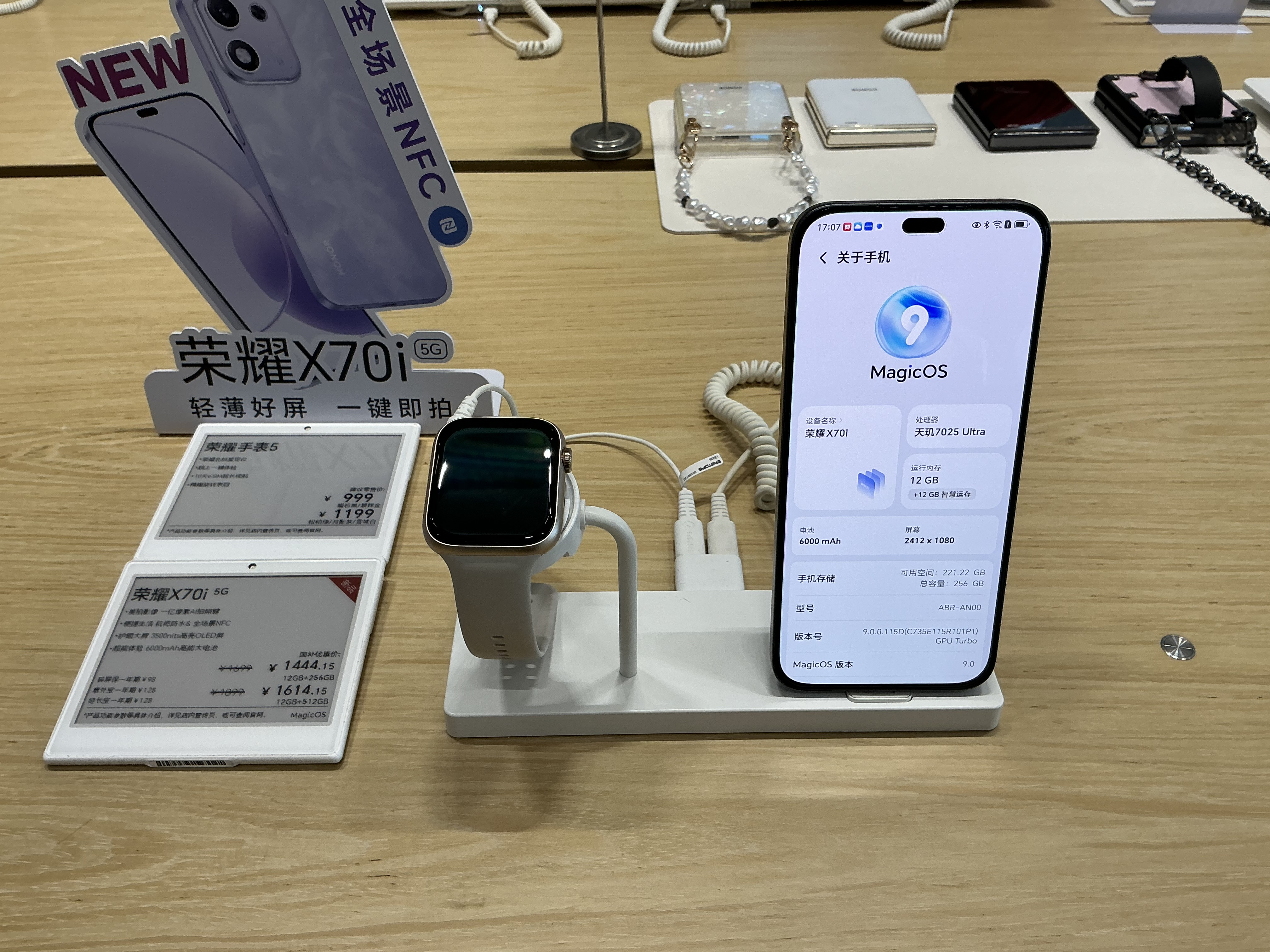
Honor X70i

Honor Device Co., Ltd. (chiń. 荣耀终端股份有限公司) – chińskie przedsiębiorstwo elektroniczne, zajmujące się produkcją urządzeń mobilnych. Zostało założone w 2020 roku, a swoją siedzibę ma w Shenzhen (prowincja Guangdong).
Oferta przedsiębiorstwa obejmuje m.in. telefony komórkowe, tablety, laptopy oraz sprzęt audio i urządzenia ubieralne.
W latach 2013–2020 marka należała do Huawei, przy czym pod tą marką oferowano przede wszystkim smartfony w segmencie budżetowym. W 2020 roku Honor odłączył się od Huawei i stał się niezależną od niego firmą.